# Echinopodium striatum
Echinopodium striatum är en tvåvingeart som beskrevs av Duret 1974. Echinopodium striatum ingår i släktet Echinopodium och familjen svampmyggor. Inga underarter finns listade i Catalogue of Life.